# 雙橋鎮戰鬥
雙橋鎮戰鬥發生於1931年3月6日－3月12日，地點則是在中國河南信陽。是國共內戰前期主要戰鬥之一。該戰鬥交戰一方為中華民國國民革命軍，另一方則為中國共產黨所領導之中國工農紅軍。

## 结果
中华民国国民革命军战败。国民革命军三十四师师长岳维峻被俘虏，后被共产党处决。岳後來被国民政府追授中华民国陆军上将军衔。